# 프란체스코 1세 다 카라라
프란체스코 다 카라라(Francesco I da Carrara, 1325년 9월 29일 – 1393년 10월 6일)는 일 베이오 (il Vecchio)라고 불린 1350년부터 1388년까지의 파도바의 영주이다.

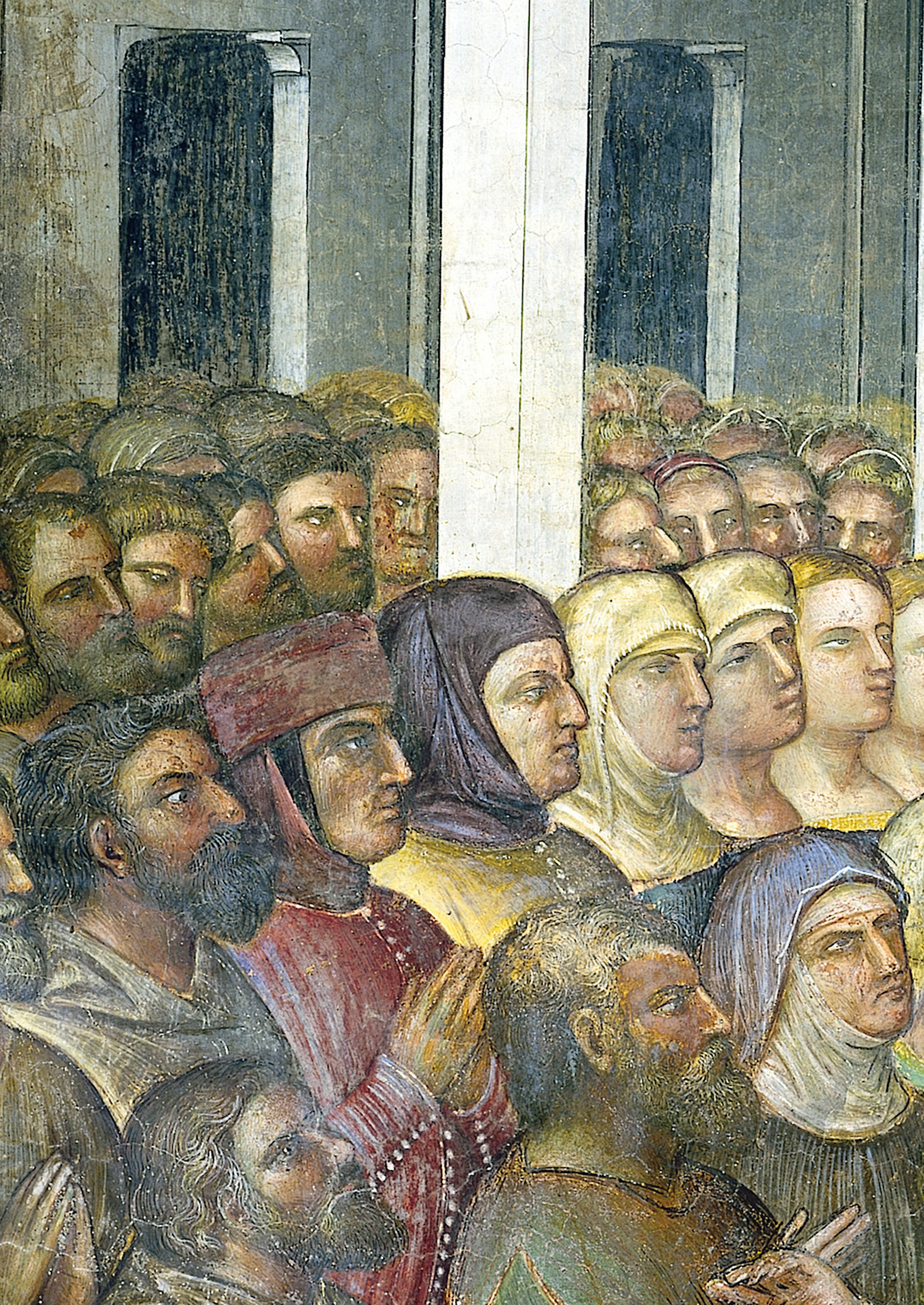
파도바 대성당에 있는 세례당의 주스토 데 메나부오이의 작품 - I miracoli di Cristo - 프란체스코 1세 다 카라라와 프란체스코 페트라르카, 그의 부인 피나 부차카리니(Fina Buzzaccarini).

암살당한 자코모 2세 다 카라라의 아들로, 민중들의 지지로 파도바 영주 자리를 계승했다. 1356년 그는 카를 4세에 의해 황제 대리인에 임명됐다. 1360년 그는 헝가리의 왕 러요시 1세에게서 펠트레와 벨루노등 그들의 영토를 획득했고, 추가적으로 트렌티노로 향하는 무역로를 통제하는 발수가나도 얻었다. 1372-1373년에 그는 이웃한 강국인 베네치아 공화국와 성과 없는 전쟁을 했었다. 1375-1381년에는 키오자 전쟁에서 제노바의 편에 들었고, 그 이후에는 오스트리아 공작 레오폴트 3세에게서 트레비소를 얻었다.
1385년 그는 베로나의 스칼라 가문에 맞서 밀라노의 비스콘티 가문과 동맹을 맺었다. 1387년 존 호크우드와 프란체스코의 아들 프란체스코 노벨로가 이끄는 파도바군은 카스타냐로 전투에서 스칼라 가문의 군대를 패배시켰다. 하지만 다음 해에 베네치아와 밀라노가 프란체스코를 상대로 연합 동맹을 형성했고, 그는 어쩔 수 없이 그의 아들에게 권좌를 물려주고 롬바르디아로 망명을 갔다. 이후 잔 갈레아초 비스콘티가 처음에는 그를 코모로 보냈다가, 그후에 몬차의 포르니 감옥으로 보냈고, 그는 거기서 1393년에 사망했다.
프란체스코는 예술 후원가였다. 그는 파도바 대학교를 후원했었고, 발두스 데 우발디스를 초청하였다. 그는 또한 프란체스코 페트라르카의 친구였고, 그는 아르콰를 영지로 주었다.
그는 피나 부차카리니 (Fina Buzzaccarini)와 혼인했고 그들의 딸인 세실리아 다 카라라 (Cecilia da Carrara, 1435년 사망)는 작센비텐베르크 공작 벤첼 1세와 혼인했다.